# ルイビル大学
ルイビル大学（英語: University of Louisville）は、ケンタッキー州ルイビルに本部を置くアメリカ合衆国の公立大学。???創立、1798年大学設置。

## スポーツ
スポーツではNCAAのACCに所属しており、これまでに全米大学バスケットボール選手権で3度優勝している。

## 著名な出身者
- ジーナ・ハスペル（第25代中央情報局長官）
- ドノバン・ミッチェル（NBA選手）
- ジャイア・アレクサンダー（NFL選手）
- エリック・ウッド（NFL選手）
- デイビッド・エイカーズ（NFL選手）
- アモビ・オコイエ（NFL選手）
- アーネスト・ギビンズ（NFL選手）
- マーク・クレイトン（NFL選手）
- ラマー・ジャクソン（NFL選手）
- グレッグ・スクラッグズ（NFL選手）
- デバンテ・パーカー（NFL選手）
- テディ・ブリッジウォーター（NFL選手）
- アーロン・ベイリー（NFL選手）
- メカイ・ベクトン（NFL選手）
- ジョニー・ユナイタス（NFL選手）